# Campeonato Mundial de Atletismo Sub-20 de 2022 - Salto em altura masculino
A prova do salto em altura masculino do Campeonato Mundial de Atletismo Sub-20 de 2022 ocorreu  entre os dias 2 a 5 de agosto de 2022 no Estádio Olímpico Pascual Guerrero, em Cali, na Colômbia.

## Recordes
Antes desta competição, os recordes mundiais e do campeonato nesta prova eram os seguintes:
|       | Nome                       | Nacionalidade            | Altura | Local         | Data                                        |
| ----- | -------------------------- | ------------------------ | ------ | ------------- | ------------------------------------------- |
| WU20R | Dragutin Topić Steve Smith | Iugoslávia · Reino Unido | 2.37 m | Plovdiv Seul  | 12 de agosto de 1990 20 de setembro de 1992 |
| CR    | Dragutin Topić Steve Smith | Iugoslávia · Reino Unido | 2.37 m | Plovdiv Seul  | 12 de agosto de 1990 20 de setembro de 1992 |
| WU20L | Brian Raats                | África do Sul            | 2.26 m | Potchefstroom | 5 de abril de 2022                          |

## Medalhistas
| Ouro                    | Prata                                          |
| Brandon Pottinger (JAM) | Brian Raats (RSA) · Bozhidar Sarâboyukov (BUL) |

## Cronograma
Todos os horários são locais (UTC-5).
| Data        | Hora  | Evento       |
| ----------- | ----- | ------------ |
| 2 de agosto | 07:20 | Qualificação |
| 5 de agosto | 12:21 | Final        |

## Resultados

### Qualificação
Qualificação: 2,16 m (Q) ou pelo menos melhor 12 qualificado (q).
| Posição | Grupo | Atleta                     | Nacionalidade     | 2.00 | 2.04 | 2.08 | Resultado | Notas |
| ------- | ----- | -------------------------- | ----------------- | ---- | ---- | ---- | --------- | ----- |
| 1       | B     | Brian Raats                | África do Sul     | –    | o    | o    | 2.08      | q     |
| 2       | B     | Edoardo Stronati           | Itália            | xo   | –    | o    | 2.08      | q     |
| 2       | B     | Martin Lefèvre             | França            | xo   | o    | o    | 2.08      | q     |
| 4       | B     | Brandon Pottinger          | Jamaica           | –    | o    | xo   | 2.08      | q     |
| 4       | B     | Igor Kosolapov             | Cazaquistão       | o    | o    | xo   | 2.08      | q     |
| 6       | A     | Yeh Po-ting                | Taipé Chinesa     | o    | xxo  | xo   | 2.08      | q     |
| 7       | B     | Anderson Asprilla          | Colômbia          | o    | o    | xxo  | 2.08      | q     |
| 8       | A     | Bozhidar Sarâboyukov       | Bulgária          | xo   | o    | xxo  | 2.08      | q     |
| 8       | A     | Mátyás Guth                | Hungria           | o    | xo   | xxo  | 2.08      | q     |
| 10      | A     | Mattia Furlani             | Itália            | o    | o    | xxx  | 2.04      | q     |
| 10      | B     | Sandro Jeršin Tomassini    | Eslovénia         | o    | o    | xxx  | 2.04      | q     |
| 12      | A     | Lachlan O'Keefe            | Austrália         | xxo  | o    | xxx  | 2.04      | q     |
| 13      | B     | Grigorios Chasos           | Grécia            | o    | xo   | xxx  | 2.04      |       |
| 14      | A     | David Aya                  | Nigéria           | xxx  |      |      | NM        |       |
| 14      | A     | Kristján Viggó Sigfinnsson | Islândia          | –    | –    | xxx  | NM        |       |
| 14      | B     | Martin Mlinarić            | Croácia           | xxx  |      |      | NM        |       |
| 18      | A     | Aaron Antoine              | Trindade e Tobago | DNS  | DNS  | DNS  | DNS       | DNS   |

### Final
A prova final foi realizada no dia 5 de agosto às 12:21. 
| Posição          | Atleta                  | Nacionalidade | 2.00 | 2.05 | 2.10 | 2.14 | 2.17 | 2.19 | 2.20 | Resultado | Notas |
| ---------------- | ----------------------- | ------------- | ---- | ---- | ---- | ---- | ---- | ---- | ---- | --------- | ----- |
| Medalha de ouro  | Brandon Pottinger       | Jamaica       | –    | xo   | o    | xo   | –    | –    | x    | 2.14      |       |
| Medalha de prata | Brian Raats             | África do Sul | –    | o    | o    | xxx  |      |      |      | 2.10      |       |
| Medalha de prata | Bozhidar Sarâboyukov    | Bulgária      | o    | o    | o    | xxx  |      |      |      | 2.10      |       |
| 4                | Martin Lefèvre          | França        | o    | xo   | xo   | xxx  |      |      |      | 2.10      |       |
| 5                | Mátyás Guth             | Hungria       | o    | xo   | xxo  | xxx  |      |      |      | 2.10      |       |
| 5                | Yeh Po-ting             | Taipé Chinesa | o    | xo   | xxo  | xxx  |      |      |      | 2.10      |       |
| 7                | Anderson Asprilla       | Colômbia      | o    | o    | xxx  |      |      |      |      | 2.05      |       |
| 8                | Mattia Furlani          | Itália        | xo   | o    | xxx  |      |      |      |      | 2.05      |       |
| 8                | Lachlan O'Keefe         | Austrália     | xo   | o    | xxx  |      |      |      |      | 2.05      |       |
| 10               | Sandro Jeršin Tomassini | Eslovénia     | o    | xxo  | xxx  |      |      |      |      | 2.05      |       |
| 10               | Igor Kosolapov          | Cazaquistão   | o    | xxo  | xxx  |      |      |      |      | 2.05      |       |
| 12               | Edoardo Stronati        | Itália        | o    | –    | xxx  |      |      |      |      | 2.00      |       |

Legenda
| Recorde mundial       | Recorde mundial (World record)               |                       | Recorde africano                      | Recorde africano (African) |                                           | Q | Classificado por posição (Qualified) |
| Recorde do campeonato | Recorde do campeonato (Championship record)  | Recorde da América    | Recorde da América (Americas)         | q                          | Classificado por melhor tempo (Qualified) |   |                                      |
| Melhor marca do ano   | Melhor marca do ano (World leading)          | Recorde asiático      | Recorde asiático (Asian)              | DNS                        | Não largou (Did not start)                |   |                                      |
| Recorde nacional      | Recorde nacional (National record)           | Recorde europeu       | Recorde europeu (European)            | DNF                        | Não terminou (Did not finish)             |   |                                      |
| Recorde pessoal       | Recorde pessoal do atleta (Personal best)    | Recorde da Oceania    | Recorde da Oceania (Oceania)          | DSQ / DQ                   | Desclassificado (Disqualified)            |   |                                      |
| Recorde da temporada  | Recorde da temporada do atleta (Season best) | Recorde sul-americano | Recorde sul-americano (South America) | NM                         | Sem marca (No mark)                       |   |                                      |